# Lloyd Biggle Jr.
Lloyd Biggle Jr. (ur. 17 kwietnia 1923, zm. 12 września 2002) – amerykański pisarz science fiction i muzykolog.

## Życiorys
Urodził się w Waterloo w stanie Iowa. W czasie II wojny światowej służył w transporcie 102. Dywizji Piechoty. Był dwukrotnie ranny, druga rana, odłamek w nodze, otrzymana w pobliżu Łaby pod koniec wojny, uczyniła go inwalidą do końca życia.
Po wojnie podjął studia z zakresu muzykologii, otrzymał bakalaureat z wyróżnieniem na Wayne State University, a następnie magisterium i doktorat na Uniwersytecie Stanowym Michigan. Po studiach wykładał na Eastern Michigan University. Zaczął pisać w 1955 r., profesjonalnym pisarzem został po opublikowaniu powieści All the Colors of Darkness w 1963 r.
W twórczości często wykorzystywał tematy związane z muzyką i sztuką. Jest uznawany w kręgach science fiction za autora, który wprowadził pierwiastek estetyczny do literatury, kojarzonej do tej pory głównie z problematyką naukowo-technologiczną.
Był członkiem założycielem SFWA, pełniąc funkcję pierwszego skarbnika (1965-1967), a potem przez przewodniczącego rady powierniczej (1978-1981). Był pomysłodawcą nagrody Nebula.
Zmarł na białaczkę.

## Twórczość
Dwa najważniejsze cykle powieściowe science fiction Biggle'a, to: powieści o Organizacji Badań Kultury – m.in. The Still, Small Voice of Trumpets (1968), The World Menders (1971) oraz pięcioksiąg przygód nowojorskiego detektywa polskiego pochodzenia Jana Darzeka, parodia stylu space opera – All the Colours of Darkness (1963), Watchers of the Dark (1966), This Darkening Universe (1975), Silence is Deadly (1977), The Whirligig of Time (1979). Spośród innych powieści s-f na uwagę zasługują: The Angry Espers (debiut z 1961 r.), The Light That Never Was (1972) i Pomnik (Monument, 1974). Wydał też trzy zbiory opowiadań: The Rule of the Door (1967), The Metallic Muse (1972), A Galaxy of Strangers (1976).
Oprócz tego tworzył powieści z gatunku mystery fiction, rozgrywające się zwykle w wiktoriańskiej i edwardiańskiej Anglii. Napisał serię opowiadań o przygodach Sherlocka Holmesa z perspektywy jego asystenta, Edwarda Portera Jonesa. Stworzył także postać tajnej agentki, lady Sary Varnley.

### Powieści
- The Angry Espers
- All the Colors of Darkness
- Watchers of the Dark
- This Darkening Universe
- Silence Is Deadly
- The Whirligig of Time
- The Still, Small Voice of Trumpets
- The World Menders
- The Chronocide Mission
- Pomnik (Monument, wyd. pol. Wydawnictwa Alfa 1986)
- The Quailsford Inheritance
- The Glendower Conspiracy
- Interface for Murder
- Where Dead Soldiers Walk

### Zbiory opowiadań
- The Rule of the Door and Other Fanciful Regulations
- The Metallic Muse
- A Galaxy of Strangers

### Opowiadania
- Oprawca Muzyczny, w zborze opowiadań Arcydzieła